# Demir Kapija (kommun)
Demir Kapija (makedonska: Демир Капија) är en kommun i Nordmakedonien. Den ligger i den centrala delen av landet, 100 kilometer sydost om huvudstaden Skopje. Antalet invånare är 4 115. Arean är 311 kvadratkilometer. Huvudort är Demir Kapija.